# Осинский, Алоизий
Алоизий Осинский (1770, Хельм — 10 июня 1842, Олица (Волынь)) — российский польский библиограф
 и филолог, член ордена пиаристов.
В 1811 году вступил в Товарищество друзей наук. С 1806 по 1824 год состоял профессором лицея в Кременце, в 1833—1839 годах был ректором виленской римско-католической академии и суффраганом луцкой митрополии. Последние годы жизни провёл в Олице на Волыни, где был епископом.
На протяжении многих лет работал над «Słownik pisarzy polskich» и «Słownik języka polskiego», оставив последний совсем готовым. После него осталось до 102 томов рукописей (так и не опубликованных), разошедшихся по разным рукам. Из печатных сочинений его авторства наиболее известны следующие: «Słownik mytologiczny z przytączeniem obrazopisma» (1806—1812, Варшава), О žyciu i pismach Ks. Skargi" (там же, 1812), «О žiciu i pismach T. Czackiego» (Кременец, 1811).